# 同文館の獄
同文館の獄（どうぶんかんのごく）は、北宋後期の新法・旧法の争いの中で発生した疑獄事件の一つ。同時期に発生した洛獄とともに、新法党による旧法党に対する弾圧事件と言われている。一連の事件の背景については洛獄の記事を参照のこと。

## 概要
紹聖4年（1097年）8月、旧法党政権において糾弾され、配流先にて死去した蔡確の弟の蔡碩らによる、秘閣校理の劉唐老及び旧法派の重鎮文彦博の子である文及甫が新法党政権の転覆を企てているとする告発をきっかけにして洛獄が発生した。洛獄そのものは劉唐老の失言ということで終わったものの、事態は別の方向に進むことになる。
洛獄においては訴え出た蔡碩の関係者も取り調べられたが、その中には蔡確の遺児である蔡渭もいた。蔡渭は文彦博父子が邢恕を大逆不道の企てに巻き込もうとしていたこと、自分の母である明氏が蔡確の死が哲宗を廃して、徐王趙顥を皇帝に擁立するのが邪魔であるからであると証拠の文書とともに告発したのに握り潰されたことを主張した。朝廷では翰林学士の蔡京と権吏部侍郎の安惇に対し、客館である同文館をおいてこの案件を審理するように命じた。蔡渭や邢恕・文及甫らが取り調べを受けたが、蔡渭や邢恕の証言が一致した。続いて、邢恕から差し出された文及甫の書状に記された「司馬昭の心、路人の知る所（司馬昭の簒奪の野心を曹髦が批難したという故事）」という文言の意味について文及甫は、当初は司馬昭は劉摯のことで朋党を組んで（旧法党）政権を動かし、自分を中傷して弾劾の対象としたことへの憤慨であると述べていたが、審理が進むにつれて問い詰められた文及甫は劉摯への反感が募り、蔡渭が主張するように劉摯が梁燾ら組んで哲宗の廃立を企てていたこと、自分と父はむしろこの計画を止めようとして排撃されたことを述べた。そして、文及甫は哲宗に対して劉摯ら廃立計画の参与者の名簿を提出した。その翌元符元年（1098年）には関係者を取り調べるための察訪使の派遣を命じる詔が出されたが、蘇軾・蘇轍兄弟ら旧法党でもそれまで無関係とされた人々も取り調べの対象とされたことから、新法党政権でも曾布らが事件を口実に蔡京らが旧法党の誅殺を図っていると考えて反対を表明し、折しも劉摯と梁燾の配流先から両者が前年の暮れにそれぞれ病没したことを伝える知らせが入ったことから審理は中断した。
ところが、蔡京はこれに納得せず、今度は旧法派政権が擁していた宣仁太后に仕えていた宦官の陳衍と張士良であれば陰謀を知っている筈だと主張し、旧法党として配流されていた張士良を呼び寄せて告身（位記）と処刑用の刀鋸を目の前に置き、真実を白状するように迫った。脅された張士良は、陳衍が自分や旧法党に不都合な上奏を太后に報告せずに握りつぶしていたことを証言した。蔡京はこれを旧法党政権（司馬光・劉摯・呂大防・梁燾ら）が、陳衍らと朋党組んで忠義の臣（新法党）を追放し、朝廷を我がものとした大逆不道の証拠であると断罪し、既に配流されていた陳衍を杖殺刑とし、張士良を羈管処分とした（『続資治通鑑長編』元符元年3月戊午条）。だが、廃立の陰謀についての証拠は見つけることができず、5月になって廃立の陰謀を示す事実の検証はできなかったものの、何らかの処分は必要として劉摯と梁燾の遺族に対する幽閉と禁錮を命じる詔が出され、7月には蔡京の上奏によって劉安世ら劉摯の朋党とされた旧法党政権の元要人の更なる配流とその子弟の禁固が命じられた。
この事件は「皇帝廃位の陰謀」という重大事件でありながら、旧法党に怨恨を抱く蔡確の遺族と強い報復の意思を持つ蔡京らの強引な審理を背景として進められ、最終的には脅迫による証言に基づいて宦官1人を処刑して終わらせると言う政治的妥協の要素が強い顛末で終わっており、容疑にかけられた人の多くが冤罪であったとみられている。